# Джеффрі Янг (психолог)
Джеффрі Е. Янг (народився 9 березня 1950 р.) — американський психолог, відомий тим, що розробив схема терапію . Він є засновником Інституту Схема Терапії.
Отримавши ступінь бакалавра в Єльському університеті, він здобув ступінь вищої освіти в Університеті Пенсільванії, де потім навчався в докторантурі з Аароном Беком .
Він написав численні книги про когнітивну поведінкову терапію та схема терапію. Найвідомішими з яких є «Схема терапія» (для лікарів) і «Переосмислення життя» (для широкого загалу).

Під час інтерв’ю в 2021 році Джеффрі Янг сказав, що критично важливою частиною ефективності проведення схема терапії є розуміння того, що культура впливає на схеми та режими. 
1. ↑  Bibliothèque nationale de France BNF: платформа відкритих даних — 2011.
2. 1 2  Чеська національна авторитетна база даних
3. ↑  Identifiants et Référentiels — ABES, 2011.
4. ↑  CONOR.Sl
5. ↑  Young, Jeffrey (October 2021). Episode 13: Jeff Young Interview Part 2.